# Gare de Xertigny
La gare de Xertigny est une gare ferroviaire française de la ligne de Blainville - Damelevières à Lure, située au lieu-dit « La Gare » sur le territoire de la commune de Xertigny, dans le département des Vosges en région Grand Est.
Elle est mise en service en 1863 par la Compagnie des chemins de fer de l'Est. 
C'est une halte voyageurs de la Société nationale des chemins de fer français (SNCF), desservie par des trains TER Grand Est. Les temps de parcours sont d'environ : 1 h 10 pour Nancy, 0 h 15 pour Épinal et 1 h 5 pour Belfort.

## Situation ferroviaire
Établie à 430 mètres d'altitude, la gare de Xertigny est située au point kilométrique (PK) 69,503 de la ligne de Blainville - Damelevières à Lure, entre les gares ouvertes d'Épinal (s'intercalait la gare fermée de Dounoux) et de Bains-les-Bains.

## Histoire
La « station de Xertigny » est mise en service le 24 septembre 1863 par la Compagnie des chemins de fer de l'Est lorsqu'elle ouvre à l'exploitation la section d'Épinal à Aillevillers. La ligne ne passant pas à proximité du centre de la commune de Xertigny, la station est établie sur la route menant au bourg.

## Fréquentation
De 2015 à 2024, selon les estimations de la SNCF, la fréquentation annuelle de la gare s'élève aux nombres indiqués dans le tableau ci-dessous.
| Année     | 2015  | 2016  | 2017 | 2018  | 2019  | 2020 | 2021 | 2022  | 2023  | 2024  |
| --------- | ----- | ----- | ---- | ----- | ----- | ---- | ---- | ----- | ----- | ----- |
| Voyageurs | 1 919 | 1 350 | 978  | 1 036 | 1 185 | 871  | 916  | 3 304 | 5 185 | 2 618 |

## Service des voyageurs

### Accueil
Halte SNCF c'est un point d'arrêt non géré (PANG) à accès libre. Elle est équipée de deux quais.
La traversée des voies et le passage d'un quai à l'autre s'effectuent par un passage planchéié.

### Desserte
Xertigny est desservie par des trains TER Grand Est qui effectuent des missions sur la ligne de relation no 05 Nancy - Épinal - Belfort (voir site officiel externe). 

### Intermodalité
Le stationnement des véhicules est possible à côté de l'ancien bâtiment voyageurs.